# The Condemned 2
The Condemned 2 is een Amerikaanse actiefilm uit 2015, geregisseerd door Roel Reiné en met Randy Orton in de hoofdrol. Het is het op zichzelf staande vervolg op de film The Condemned uit 2007, met in de hoofdrol Stone Cold Steve Austin.

## Verhaal
Will Tanner is de teamleider van een premiejagervereniging. Wanneer hij actie onderneemt tegen de gewetenloze zakenman Cyrus Merrick, komt hij per ongeluk om het leven. In het daaropvolgende proces verliest Will zijn vergunning en wordt hij veroordeeld tot een proeftijd. Hij gaat dan terug naar zijn vader Frank in de woestijn. Hij is erg teleurgesteld in zijn zoon omdat hij het familiebedrijf heeft geruïneerd.
In plaats van een premiejager te zijn, probeert hij nu een sleepwagenchauffeur te worden. Hij ontmoette Lange tijdens zijn eerste missie. Nadat hij zijn auto heeft gerepareerd, ontmoeten de twee elkaar voor een biertje. Maar in plaats van oude verhalen uit te wisselen, probeert Lange hem te vermoorden. Will slaagt er echter in zijn oude vriend te overmeesteren en te vermoorden. Will komt nu terecht in een spel dat wordt gerund door Raul Baccaro, de voormalige rechterhand van Cyrus. Daarbij werd Wills voormalige team gedwongen om tegen hem te strijden en hem te vermoorden. Er worden weddenschappen geplaatst op zijn dood of overleving. Het geheel wordt gefilmd met drones en live uitgezonden in de gokruimte.
Will ontmoet sluipschutter Travis. Harrigan, een trouwe kameraad, schiet hem te hulp en dus proberen ze samen door te komen. Uiteindelijk slagen ze erin explosievenexpert Cooper ervan te overtuigen hen te helpen en in opstand te komen tegen Raul. Met de hulp van Frank slagen ze erin de schuilplaats van Raul te vinden. Nadat Will Travis heeft vermoord, besluit Raul deel uit te maken van zijn spel. In de daaropvolgende confrontatie kan Will hem doden.

## Rolverdeling
| Acteur                 | Personage         |
| ---------------------- | ----------------- |
| Randy Orton            | Will Tanner       |
| Eric Roberts           | Frank Tanner      |
| Wes Studi              | Cyrus Merrick     |
| Steven Michael Quezada | Raul Bacarro      |
| Bill Stinchcomb        | Harrigan          |
| Alex Knight            | Cooper            |
| Dylan Kenin            | Travis            |
| Michael Sheets         | James Lange       |
| Morse Bicknell         | Ryan Michaels     |
| Mark Siversten         | Sheriff Eric Ross |
| Merritt Glover         | Deputy #1         |
| Matthew Page           | Deputy #2         |

## Productie
In oktober 2014 werd de film aangekondigd dat geproduceerd wordt door WWE Studios en Lionsgate, onder de werktitel The Condemned 2: Desert Prey met Randy Orton in de hoofdrol.
De opnames vonden plaats in Albuquerque en Zia Pueblo in New Mexico van 14 november tot 15 december 2014.